# Vila Boa (Sabugal)
Vila Boa is een plaats (freguesia) in de Portugese gemeente Sabugal en telt 370 inwoners (2001).